# Belgisch zaalvoetbalteam (mannen)
Het Belgisch zaalvoetbalteam voor mannen is een team van Belgische zaalvoetballers dat België vertegenwoordigt in internationale wedstrijden. 

## Geschiedenis
Het team heeft in het verleden onder meer de vierde plaats op het wereldkampioenschap zaalvoetbal behaald en brons op het Europees kampioenschap.

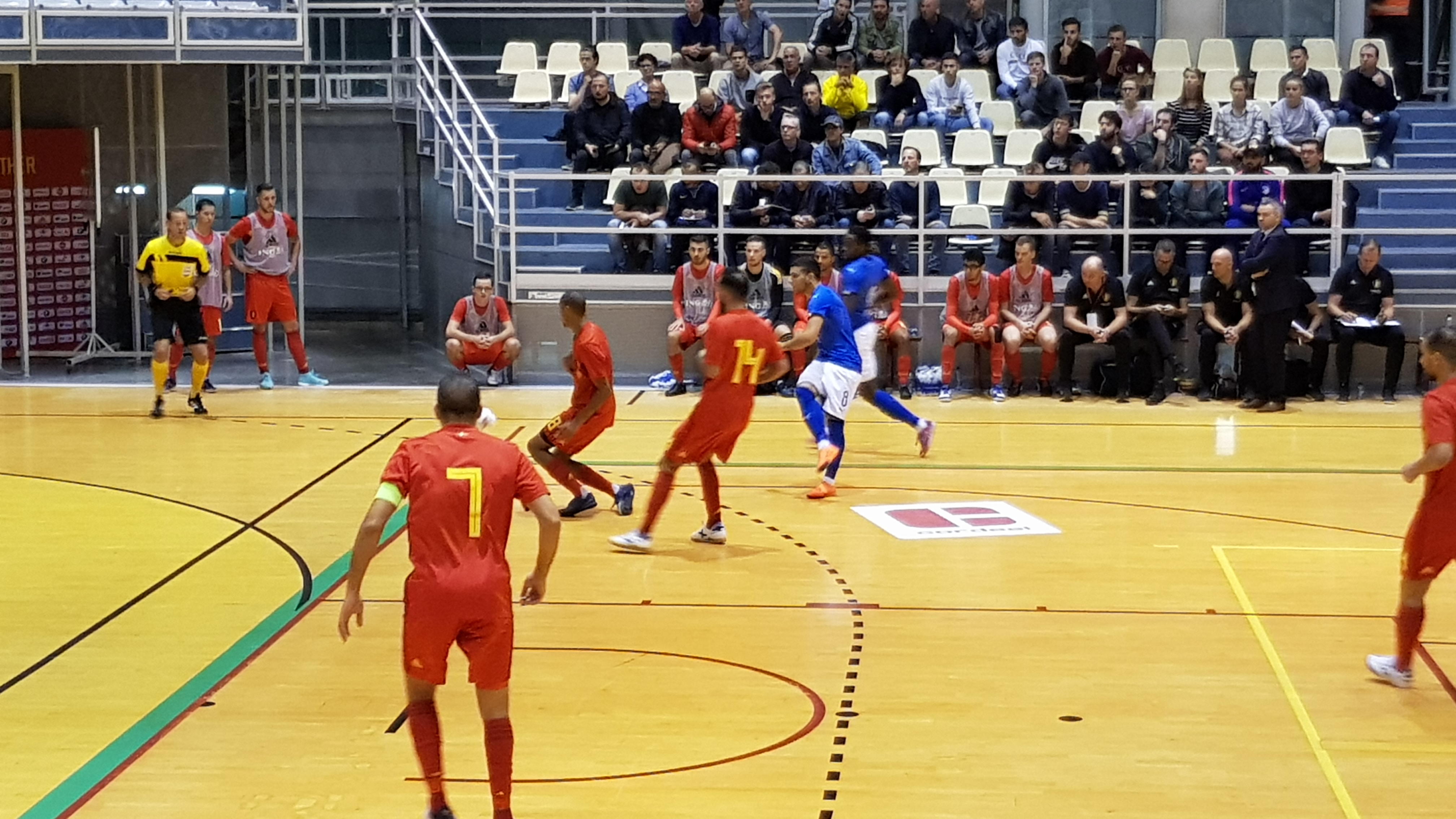
FIFA WK 2020 kwalificatiewedstrijd tegen Italië in Gent (September 2018)

### Wereldkampioenschappen
| Jaar | Plaats              | WG                  | W                   | D                   | V                   | SV                  | ST                  |
| ---- | ------------------- | ------------------- | ------------------- | ------------------- | ------------------- | ------------------- | ------------------- |
| 1989 | 4e                  | 8                   | 5                   | 2                   | 1                   | 22                  | 11                  |
| 1992 | 2e ronde            | 6                   | 3                   | 0                   | 3                   | 17                  | 18                  |
| 1996 | 2e ronde            | 6                   | 2                   | 0                   | 4                   | 17                  | 22                  |
| 2000 | Niet gekwalificeerd | Niet gekwalificeerd | Niet gekwalificeerd | Niet gekwalificeerd | Niet gekwalificeerd | Niet gekwalificeerd | Niet gekwalificeerd |
| 2004 | Niet gekwalificeerd | Niet gekwalificeerd | Niet gekwalificeerd | Niet gekwalificeerd | Niet gekwalificeerd | Niet gekwalificeerd | Niet gekwalificeerd |
| 2008 | Niet gekwalificeerd | Niet gekwalificeerd | Niet gekwalificeerd | Niet gekwalificeerd | Niet gekwalificeerd | Niet gekwalificeerd | Niet gekwalificeerd |
| 2012 | Niet gekwalificeerd | Niet gekwalificeerd | Niet gekwalificeerd | Niet gekwalificeerd | Niet gekwalificeerd | Niet gekwalificeerd | Niet gekwalificeerd |
| 2016 | Niet gekwalificeerd | Niet gekwalificeerd | Niet gekwalificeerd | Niet gekwalificeerd | Niet gekwalificeerd | Niet gekwalificeerd | Niet gekwalificeerd |
| 2021 | Niet gekwalificeerd | Niet gekwalificeerd | Niet gekwalificeerd | Niet gekwalificeerd | Niet gekwalificeerd | Niet gekwalificeerd | Niet gekwalificeerd |
| 2024 |                     |                     |                     |                     |                     |                     |                     |

### Europese kampioenschappen
| Jaar | Plaats              | WG                  | W                   | D                   | V                   | SV                  | ST                  |
| ---- | ------------------- | ------------------- | ------------------- | ------------------- | ------------------- | ------------------- | ------------------- |
| 1996 | Brons               | 4                   | 2                   | 0                   | 2                   | 8                   | 10                  |
| 1999 | 1e ronde            | 3                   | 0                   | 1                   | 2                   | 1                   | 7                   |
| 2001 | Niet gekwalificeerd | Niet gekwalificeerd | Niet gekwalificeerd | Niet gekwalificeerd | Niet gekwalificeerd | Niet gekwalificeerd | Niet gekwalificeerd |
| 2003 | 1e ronde            | 3                   | 0                   | 1                   | 2                   | 5                   | 11                  |
| 2005 | Niet gekwalificeerd | Niet gekwalificeerd | Niet gekwalificeerd | Niet gekwalificeerd | Niet gekwalificeerd | Niet gekwalificeerd | Niet gekwalificeerd |
| 2007 | Niet gekwalificeerd | Niet gekwalificeerd | Niet gekwalificeerd | Niet gekwalificeerd | Niet gekwalificeerd | Niet gekwalificeerd | Niet gekwalificeerd |
| 2010 | 1e ronde            | 2                   | 0                   | 0                   | 2                   | 2                   | 8                   |
| 2012 | Niet gekwalificeerd | Niet gekwalificeerd | Niet gekwalificeerd | Niet gekwalificeerd | Niet gekwalificeerd | Niet gekwalificeerd | Niet gekwalificeerd |
| 2014 | 1e ronde            | 2                   | 0                   | 1                   | 1                   | 1                   | 6                   |
| 2016 | Niet gekwalificeerd | Niet gekwalificeerd | Niet gekwalificeerd | Niet gekwalificeerd | Niet gekwalificeerd | Niet gekwalificeerd | Niet gekwalificeerd |
| 2018 | Niet gekwalificeerd | Niet gekwalificeerd | Niet gekwalificeerd | Niet gekwalificeerd | Niet gekwalificeerd | Niet gekwalificeerd | Niet gekwalificeerd |
| 2022 | Niet gekwalificeerd | Niet gekwalificeerd | Niet gekwalificeerd | Niet gekwalificeerd | Niet gekwalificeerd | Niet gekwalificeerd | Niet gekwalificeerd |

## Voormalige selecties
1: Johan Lamotte (GK) ·
2: Philippe Marché (GK) ·
3: Alain Fostier ·
4: Jacobus Dreesen ·
5: Jos Schoubs ·
6: Karel Janssen ·
7: Nico Papanicolaou ·
8: Herman Beyers ·
9: Luc Reul ·
10: Rudy Schreurs ·
11: Frank Luypaert · 12: Eric Maes · 13: Raf Hernalsteen · Coach: Claudy Blaise

1: Gert Pans (GK) ·
2: Philippe Marché (GK) ·
3: Youssef El Guir ·
4: Nico Papanicolaou ·
5: Raf Hernalsteen ·
6: Théo Bloemen ·
7: Marc Maes ·
8: Ivan Hechtermans ·
9: Willy Maes ·
10: Jos Sweron ·
11: Marc Penders · 12: Herman Beyers · Coach: Damien Knabben

1: Geert Buvé (GK) ·
2: Philippe Marché (GK) ·
3: Youssef El Guir ·
4: Abdelhafid El Guir ·
5: Marcel Claesen ·
6: Tim Vergauwen ·
7: Pascal Delrée ·
8: Ivan Hechtermans ·
9: Pasquale Cocco ·
10: Bart Michiels ·
11: Benoît Janssen · 12: Herman Beyers · Coach: Damien Knabben

1: Philippe Marché (GK) ·
2: Geert Buvé (GK) ·
3: Stefan Goossens ·
4: Youssef El Guir ·
5: Jesse Verstraeten ·
6: Benjamin Meurs ·
7: Marcel Claesen ·
8: Ivan Hechtermans ·
9: Herman Beyers ·
10: Tim Vergauwen ·
11: Bart Michiels · 12: Pasquale Cocco · Coach: Damien Knabben

1: Geert Buvé (GK) ·
2: Marc Kazanza ·
3: Muradif Durić ·
4: Karim Bachar ·
5: Brahim Karkaje ·
6: Benny Samuel ·
7: Rudi Plompen ·
8: Bart Michiels ·
9: Kurt Gessner ·
10: Tim Vergauwen ·
11: Albert Ghijs · 12: Sven Vandenbrande · 13: Atabey Aktepe · 14: Erdal Murat · Coach: Damien Knabben

1: Marc Vandecaetsbeek (GK) ·
2: Luca Cragnaz (GK) ·
3: Christian Dandoy (GK) ·
4: Mustapha Aabbassi ·
5: Tim Dewit ·
6: Karim Bachar ·
7: Ilyas El Haoual ·
8: Mustafa Toukouki ·
9: Rudi Plompen ·
10: Nouredine El Yahiaoui ·
11: Kurt Gessner · 12: Tim Vergauwen · 13: Mustapha Harram · 14: Steve Pouwels · Coach: Damien Knabben

1: David Morant (GK) ·
2: Jonathan Paggetta (GK) ·
3: Mustapha Aabbassi ·
4: Jonathan Fossé ·
5: Zico ·
6: Jonathan Neukermans ·
7: Ahmed Sababti ·
8: Yassine Achahbar ·
9: Karim Chaïbaï ·
10: Karim Bachar ·
11: Marco Ferrian · 12: Lúcio · 13: André · 14: Saad Salhi · Coach: Benny Meurs

1: Pietro Benetti (GK) ·
2: David Morant (GK) ·
3: Karim Chaïbaï ·
4: Reda Dahbi ·
5: Abdessamad Dendane ·
6: Valentin Dujacquier ·
7: Abdelhak El Ghaadaoui ·
8: Aziz Hitou ·
9: Liliu ·
10: Lúcio ·
11: Omar Rahou · 12: Jonathan Neukermans · 13: Ahmed Sababti · 14: Saad Salhi · Coach: Alain Dopchie

Basketbal (mannen · vrouwen) · Basketbal 3x3 (mannen · vrouwen) · Cricket (mannen · vrouwen) · Curling (gemengd · gemengddubbel · mannen · vrouwen) · Handbal (mannen · vrouwen) · Hockey (mannen · vrouwen) · Honkbal (mannen) · IJshockey (mannen · vrouwen) · Korfbal (gemengd) · Rugby (mannen · vrouwen) · Softbal (mannen · vrouwen) · Strandvoetbal (mannen · vrouwen) · Tennis (mannen · vrouwen) · Touwtrekken (mannen · vrouwen) · Voetbal (mannen · vrouwen) · Volleybal (mannen · vrouwen) · Waterpolo (mannen · vrouwen) · Zaalhockey (mannen · vrouwen) · Zaalvoetbal (mannen · vrouwen)